# Gnaeus Pompeius Trogus
Pompeius Trogus (Kr. e. 1. század?, Kr. u. 1. század?) gall-római történetíró.

## Élete
Pompeius Trogus a gall vocontius törzsből származott, a mai Vaison-la-Romaine-ben, az egykori Gallia Narbonensis provinciában született, mely a Kr. e. és Kr. u. 1. században viszonylag fejlett tartománynak számított, s ahonnan szemlélve, Róma nem feltétlenül mutatkozott a Mediterráneum kizárólagos központjának. Nagyapja Pompeiustól kapta meg a római polgárjogot.

## Munkássága
A római történetírás Róma-centrikusságát figyelembe véve különleges jelentősége van Pompeius Trogus Historiae Philippicae című munkájának, mivel műve latin nyelvű, Róma-ellenes tendenciájú egyetemes történelem.
Pompeius Trogus figyelme alapvetően a hellenisztikus világ felé fordult, ahogy arra már munkájának címe is utal; egyértelműen a hellenisztikus világbirodalom megalapozójára, Nagy Sándor makedón uralkodó apjára, II. Philipposzra céloz.
Pompeius Trogus a maga egyetemes történetének műfaji kapcsolódásait a görög történetírásban találta meg, elsősorban Diodórosz Szikeliótész „Történeti könyvtára” vagy Nikolaosz Damaszkénosz egyetemes története. Legfőképpen pedig Polübiosz, aki Róma világbirodalommá válásának útját adta úgy elő, mint a világtörténelem megalapozóját. Ezt a kísérletet folytatta azután Poszeidóniosz és Sztrabón. Pompeius Trogus eredetisége és újszerűsége főként abban áll, hogy e világtörténeti bemutatásnak jól érzékelhető Róma-ellenességet adott.

## Műve
A Historiae Philippicae a Kr. e. 2. és Kr. u. 1. század között kerülhetett közzétételre. 44 könyvet foglalt magában. A mű azonban elveszett, így szövegét kevésbé ismerjük. Csak prológusai, illetve egy kivonata maradt fenn Iustinus tollából, aki Kr. u. 200 körül élt. Alonso-Nűñez spanyol történész azonban nem zárja ki az 5. század végére való datálás lehetőségét sem, a kivonat mint műfaj virágkorát figyelembe véve.
A kivonatból feltételezhető, hogy a mű stílusa választékos, de világos volt. Nem kedvelte a fiktív beszédeket.
Forrásia között feltételezhető Timogenész, a kardiai Hieronümosz; a párthusok történeténél használhatta az artemitai Apollodórosz munkáját.
A gall eredetű történetírót kevéssé érdekelték a távoli időszakok vagy a mediterrán világ peremterületei, mint pl. Germánia vagy Britannia, amelyekről tudomást sem nagyon látszik venni. Pompeius Trogus figyelme alapvetően a mediterrán világra összpontosul, főképpen a görög földre, amelynek eltitkolja belső meghasonlásait. Munkájának fő tárgya a makedón monarchia, amely a legtöbb könyvnek a tárgya (VII–XXXIII. libri). A makedón monarchiának ezt a történetét Pompeius Trogus öt birodalom egymásutániságának sorába illeszti be: Asszíria, Média, Perzsia, Macedónia és Róma.
Szerinte a birodalmak közti váltás elkerülhetetlen és sorsszerű, miként a makedón birodalmat is fel kellett váltania Rómának. Ugyanígy a párthusokkal konkuráló Római Birodalomnak is fel kell majd bomlania, átadva helyét egy újabb birodalomnak.
Pompeius Trogus ezen egyetemes történeti felfogásában Rómának egyáltalán nem jut kiemelt szerep, amit különösen jól mutat az a körülmény, hogy a szerző nem helyez súlyt arra a római köztársaságkori periódusra, amikor Róma valóban világbirodalom lett, hanem csak az augustusi monarchiát emeli ki, amely szerinte egy új korszak kezdete.
Műve olyan történelmi alkotás volt, amely különleges helyet biztosított a földrajzi és a kronológiai aspektusoknak, kidolgozva egy synchronismus-t. az események és a természeti jelenségek között, összekapcsolva mindezt a terjeszkedő, mondhatni „imperialista” politikával.

## Magyarul
- Justinusnak Trogus Pompejus negyven négy könyveibűl ki-válogatott rövid ékes historiája, mellyet a' magyar nemzetnek, és a' kik a' magyar nyelvet tanúlni, vagy gyakorlani kivánnyák kedvekért forditott soborsiny Forrai András; Püspöki Oskola ny., Eger, 1781
- Világkrónika  kezdetektől Augustusig Fülöp királynak és utódainak története Marcus Iunianus kivonata Pompeius Trogus művéből; ford. Horváth János, sajtó alá rend. Bollók János, utószó Borzsák István; Helikon, Bp., 1992